# Улица Куренкова (Тула)
Улица Куренкова — улица в Зареченском районе города Тулы.

## История
До 1966 года улица Куренкова называлась Северной улицей. В апреле 1966 года постановлением исполкома горсовета Северная улица была переименована в честь революционного и партийного деятеля Фёдора Михайловича Куренкова, имя которого улица носит по настоящее время.
Улица имеет частную, одно- и двухэтажную застройку.

## Текущая ситуация
Несколько домов на улице Куренкова имеют статус домов образцового содержания и грамоты за лучшие  придомовые территории.

## Местоположение
Пролегает в частном секторе Зареченского округа от улицы Кропоткина до пересечения с улицей Гончарова.
Пересекает следующие улицы:
- улицу Кропоткина
- улицу Токарева
- улицу Нормандия-Неман
- улицу Писемского
- улицу Гончарова

Неподалёку находятся:
- Тулица (река)
- Баташевский сад
- Стадион завода «Штамп»
- Школа № 59